# Scarabaeus heqvisti
Scarabaeus heqvisti là một loài bọ cánh cứng trong họ Bọ hung (Scarabaeidae).